# Kwamera jezik
Kwamera jezik (ISO 639-3: tnk), austronezijski jezik kojim govori oko 3 500 ljudi (Lynch and Crowley 2001) na jugoistoku otoka Tanna u Vanuatuu. 
Postoje dva glavna dijalekta. Antropolog Lamont Carl Lindstrom sastavio je rječnik ovog jezika, Kwamera dictionary. Piše se na latinici.

## Vanjske poveznice
- Ethnologue (14th)
- Ethnologue (15th)